# Alan och Amandas italienska husdröm
Alan och Amandas italienska husdröm (originaltitel: Amanda & Alan's Italian Job)  är en brittisk dokumentärserie vars första säsong hade premiär på BBC One den 6 januari 2023. Seriens andra säsong hade premiär den 5 januari 2024. Båda säsongerna består vardera av 8 avsnitt. Serien visar på SVT Play.

## Handling
Italienska kommuner säljer tomma och nedgångna hem för en euro. Amanda Holden köper två förfallna lägenheter i den staden Salemi och övertalar bästa vännen Alan Carr att tillbringa en sommar med att renovera dem. Målet är att skapa ett drömhem.

## Medverkande (i urval)
- Amanda Holden
- Alan Carr